# Plagiothecium shinii
Plagiothecium shinii är en bladmossart som beskrevs av Kyuichi Sakurai 1941. Plagiothecium shinii ingår i släktet sidenmossor, och familjen Plagiotheciaceae. Inga underarter finns listade i Catalogue of Life.